# Archimede Bresciani
Archimede Bresciani (Redondesco, 29 luglio 1881 – Milano, 9 luglio 1939) è stato un pittore italiano.

## Biografia
Conosciuto anche come Archimede Bresciani da Gazoldo, il pittore nacque in realtà a Redondesco (San Fermo) il 29 luglio del 1881. Il suo talento era stato davvero spontaneo e precocissimo. A soli diciassette anni affrescava la facciata della parrocchiale di Gazoldo degli Ippoliti. È certo che diciottenne, alla fine dell’Ottocento, si fosse già trasferito a Milano per lavorare presso un ebanista (i rudimenti di quell’arte li aveva appresi dal padre) e frequentare i corsi serali come intagliatore presso la Scuola Superiore d’Arte Applicata all’Industria. Successivamente, nel 1906, decise di iscriversi all’Accademia di Belle Arti di Brera, dove seguì in particolare i corsi di Cesare Tallone. La recente monografia a lui dedicata (Archimede Bresciani da Gazoldo: dall’emozione divisionista al rigore espressivo novecentista, Mantova, il Rio, 2021) presenta un protagonista dell’arte nell’Italia della prima metà del XX secolo.  Il pittore visse principalmente a Milano, partecipando attivamente alla temperie culturale del capoluogo. Espose in rassegne di assoluto prestigio, con una partecipazione pressoché costante alle iniziative della Permanente e della Biennale di Venezia. Partecipò all'Expo di Parigi del 1937 e, nel 1939, alla Quadriennale di Roma. Nel 1940, a un anno dalla morte, la Biennale lo celebrò con una “sala omaggio”.
Interprete, a inizio secolo, dell’eredità di Segantini tra i “secondi divisionisti”, dopo la Grande Guerra fu influenzato dal “ritorno all’ordine” e dalla svolta novecentista di Margherita Sarfatti. Negli anni Trenta ritrovò nella tavolozza schiarita, in una fresca e rapida immediatezza del racconto del paesaggio, un fare assai più autonomo, tenendosi a distanza sia dal classicismo sarfattiano sia dalla retorica fascista. 

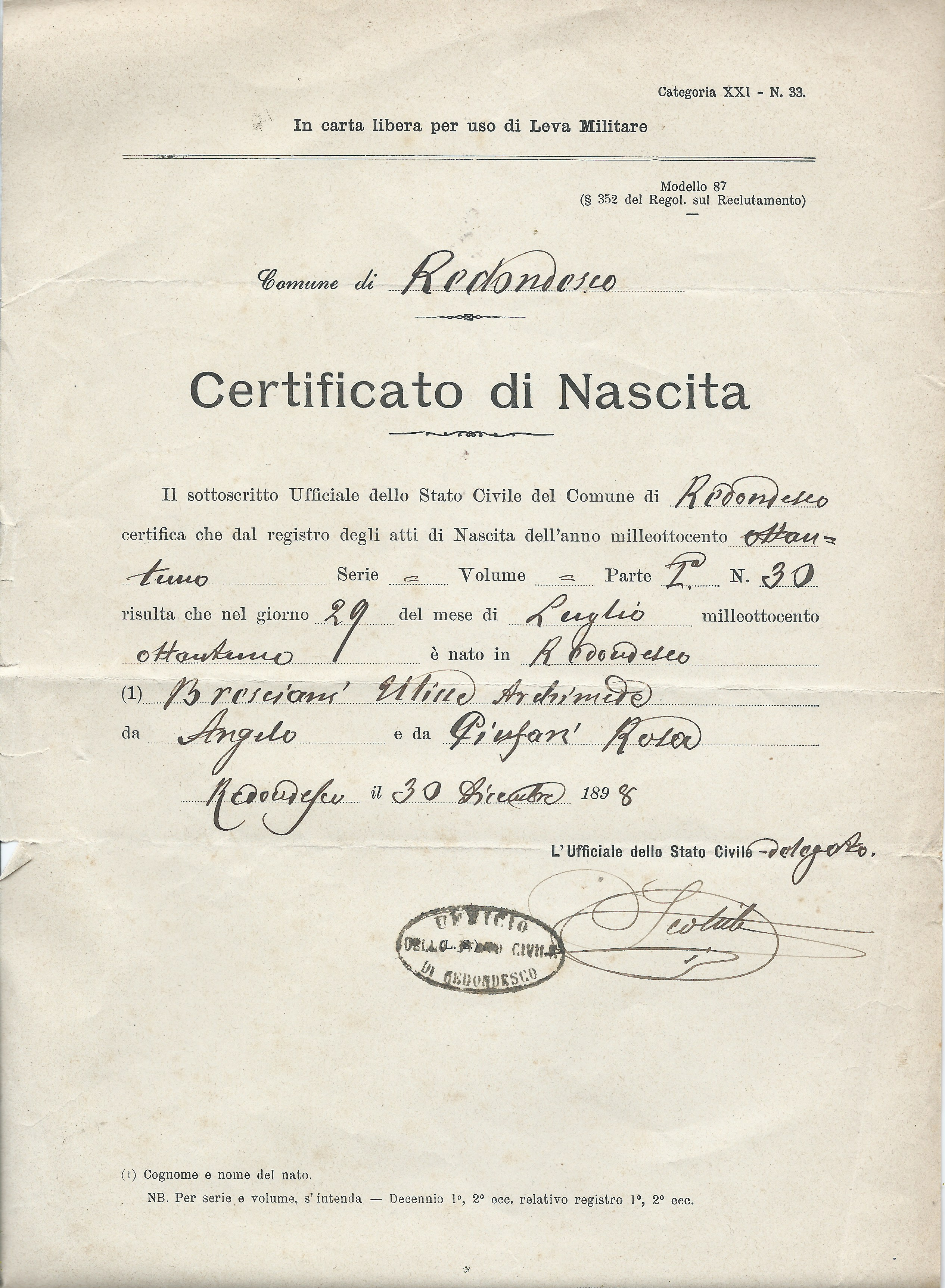

Nella monografia, si ripercorre, la complessa vicenda umana e artistica di Archimede attraverso lettere e documenti (perlopiù inediti), cataloghi d’epoca e articoli in quotidiani e riviste: emerge così un ruolo da protagonista del suo tempo che troppo a lungo gli è stato negato.
Morì a Milano la domenica del 9 luglio del 1939.
Il Museo d'Arte Moderna e Contemporanea dell'Alto Mantovano di Gazoldo, sua città di natali elettivi (la casa dei genitori si trovava a San Fermo di Gazoldo degli Ippoliti), ha dedicato all'artista una speciale sezione.

## Opere

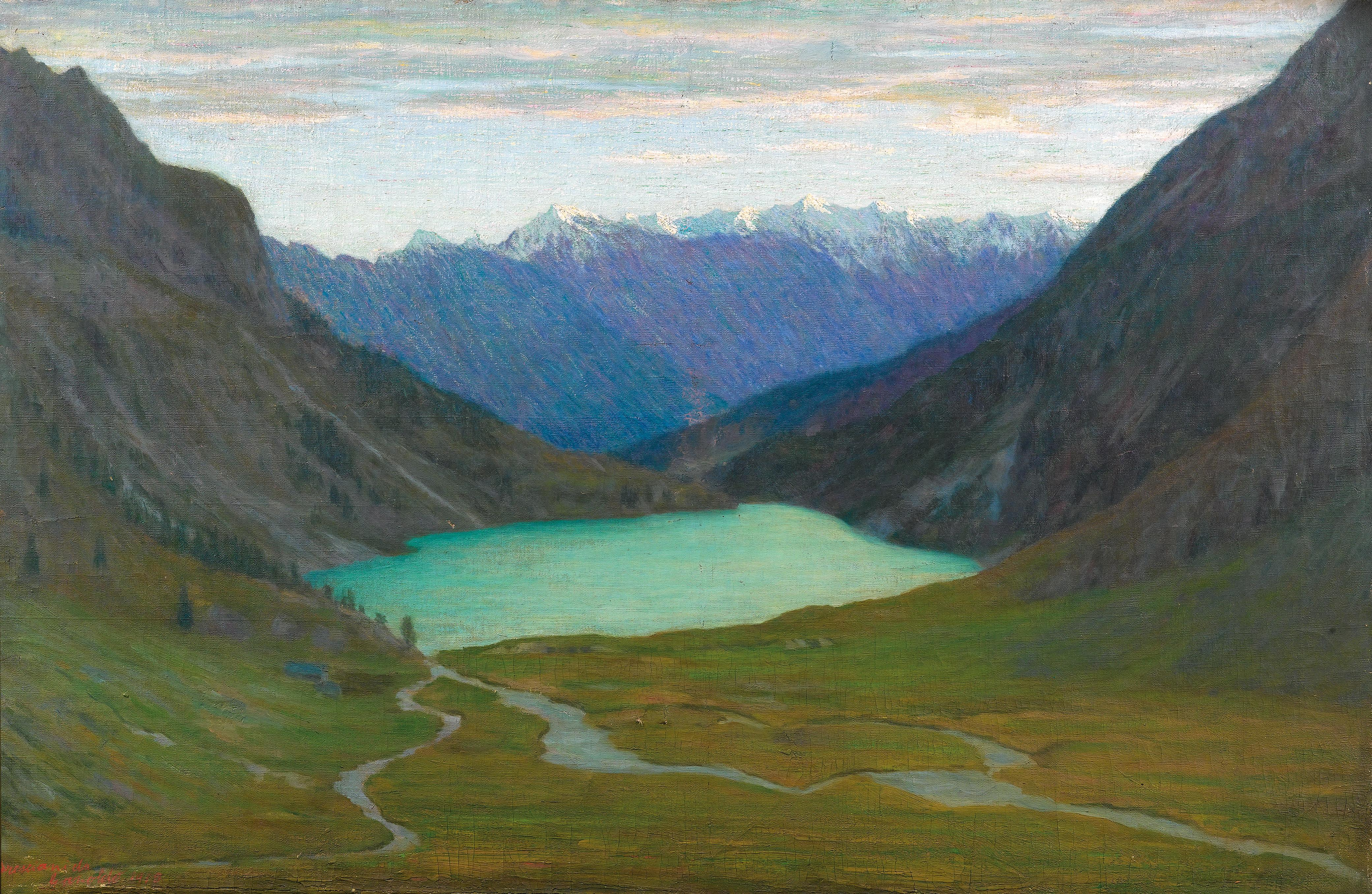
Paesaggio, olio su tela, 1910.

- Processione a San Fermo, 1909, olio su tela, cm 104x200 (collezione Mam)
- Ritratto di gentiluomo, 1913, olio su tela, cm 116x119 (collezione Mam)
- Attendendo l’eroe, 1919-1920, olio su tavola, cm 250×200 cm (collezione Mam)
- Lo scialle spagnolo, 1924, olio su tavola, cm 207×145 (collezione Mam)
- Signora con collana verde (Ritratto di mia moglie), 1930, olio su tela, cm 64,5×77 (collezione Mam)
- Ritratto di donna, 1931, pastello su carta, cm 50x30 (collezione Mam)
- Autoritratto, 1931, olio su tela, cm 66x58 (collezione Mam)
- Fienagione a San Fermo, 1933, olio su tela, cm 80x100 (collezione Mam)
- Autoritratto, 1933, pastello su carta, cm 32x22 (collezione Mam)
- La mietitura, 1939, olio su tela, cm 70×100 (collezione Mam)
- L’incompiuta, 1939, olio su tela, cm 60x80 (collezione Mam)
- Ritratto di Lucia Nodari Pesenti, 1904, olio su tela, cm 55 x 44 (Comune di Mantova, Musei Civici)
- Stendendo i panni, ante 1910, pastello su carta, cm 45x60 (Cavriana, collezione privata)
- Ritratto di bambina, 1910, pastello su carta, cm 57x45 (Mantova, collezione privata)
- Sera d’inverno, 1910, olio su tela, cm 136x184,5 (Milano, collezione Accademia di Belle Arti di Brera)
- Autoritratto, 1910, pastello su carta, cm 56x76 (Mantova, collezione Venturini)
- Veduta di Edolo, 1910, olio su tavola, cm 17x20 (Milano, collezione privata, courtesy Quadreria dell’800)
- Rose, 1910, olio su tavola, cm 80x52 (Mantova, collezione Sartori)
- Ritratto del conte Alessandro Magnaguti, 1912, olio su tavola, cm 50x50 (Genova, collezione privata)
- Ritratto del barone Luigi De Moll, 1912, olio su tavola, cm 133x100 (Viadana, collezione privata)
- Ritratto di Kiki Palmer bambina, 1912, olio su tavola, cm 43x42 (San Fermo di Redondesco, collezione privata)
- Sorge il Sole, 1913, olio su tavola, cm 78x59 (Mantova, collezione privata)
- Baita in montagna, 1913, olio su tavola, cm 60x78 (San Giorgio Bigarello, collezione privata)
- Vecchio ponte di San Giorgio, 1913, olio su tavola, cm 42x60 (Redondesco, collezione privata)
- Notturno sul ponte di San Giorgio, 1913, olio su tavola, cm 54x76 (Curtatone, collezione Savazzi)
- Alba sul Bernina, 1915, olio su tavola, cm123x172 (Piacenza, collezione privata)
- Alba luminosa, 1918, olio su tavola, cm 118x166, (Milano, collezione privata, courtesy Quadreria dell’’800)
- Fanciullo, ca. 1918, olio su tela, cm 31,5 x 39,5 (Mantova, collezione privata)
- Ritorno dal pascolo, ante 1920, olio su tela, cm 81×120 (Curtatone, collezione privata)
- Ritratto di mio padre, ante 1920, olio su tela, cm 95,5x81,5 (Comune di Mantova, Musei Civici)
- Al pascolo (Pontresina), 1921, olio su tavola, cm 84x137 (Brescia, collezione privata)
- Nel Castagneto, 1920, olio su tela, cm 50x70 (Marmirolo, collezione privata)
- La Pieve di Cavriana, 1921, cm 43,5x60, olio su tavola (Marmirolo, collezione privata)
- Omaggio a Segantini, 1922 ca., olio su tavola, cm 57x187 (Gazoldo degli Ippoliti, collezione Associazione Postumia)
- Matilde e la melagrana, 1922, olio su tavola, cm 70x49 cm (Gazoldo degli Ippoliti, collezione privata)
- Castello Gonzaga nella nebbia, 1922, olio su tavola, cm 55x72 (collezione Gianni Olindo Portioli)
- La Fanciulla dormiente, 1923, olio su tavola, cm 28x44 (Mantova, collezione privata)
- La Maddalena, 1924, olio su tavola, cm 77x59 (collezione Paolo Corbellani)
- Santa Maria Maddalena penitente 1925, pastello su cartone, cm 76x57 (Curtatone, collezione Savazzi)
- Autoritratto con dedica, 1924, disegno su carta, cm 30x19, (Curtatone, collezione privata)
- Natura morta con vetri e cachi, 1925, olio su tavola, cm 55x71 (Pietole, collezione privata)
- Natura morta con orologio, 1926, olio su tavola, cm 55x71 (Pietole, collezione privata)
- Ritratto di signora in nero, 1927, olio su tavola, cm 93x67 (Mantova, collezione privata)
- Natura floreale (Rose), 1929, olio su tela, cm 96x75 (Milano, collezione Arte – Moda)
- Ritratto di gentiluomo, 1929, olio su tela, cm 75x59,5 (Porto Mantovano, collezione privata)
- La merenda ai contadini, 1930, olio su tela, cm 90,5x70, (collezione Fondazione Banca Agricola Mantovana)
- Natura morta (Interno di casa mia), 1931, olio su tela, cm 87,5x87,5 (San Giorgio Bigarello collezione privata)
- Le peonie, 1931, olio su tavola, cm 46x60, (Piacenza, collezione privata)
- Viareggio, veliero in cantiere, 1932, cm 90x70, olio su tavola (Milano, collezione privata)
- Ponte Visconteo a Borghetto, 1933, olio su tela, cm 68x88 (Mantova, collezione privata)
- Il colloquio (Corte Ca’ Lunga a San Fermo), 1933, olio su tela, cm 100x100 (Mantova, collezione privata)
- Il cancello blu, 1934, olio su tela, cm 78x120 (collezione Fondazione Banca Agricola Mantovana)
- Cascina Mantovana, 1934, olio su tela, cm 70x100 (Marmirolo, collezione privata)
- Strada a Redondesco, 1935, olio su tela, cm 100×80 (collezione Fondazione Banca Agricola Mantovana)
- La vendemmia, 1935, disegno, cm 98x68 (Gazoldo degli Ippoliti, collezione Associazione Postumia)
- Ritratto della moglie Elsa, 1935, pastello su cartone, cm 60x55 (Mantova, collezione Paolo Corbellani)
- Rustico (interno portico), 1936, olio su tavola, cm 57,5x66 (San Fermo, collezione privata)
- Neve in periferia, 1936, olio su tela, cm 57x74 (Cavriana, collezione privata)
- La Parrocchiale di San Fermo innevata, 1935, olio su tela, cm 60x80 (Piubega, collezione Pelladoni-Zinetti)
- Neve su San Marco a Milano,1937, olio su tela, cm 63x73 (San Fermo, collezione privata)
- La modella, 1937, olio su tela, cm 61x46 (Piubega, collezione Pelladoni Zinetti)
- Dalie, 1937, olio su tela, cm 90x70, (Mantova, collezione Paolo Corbellani)
- Barche a Viareggio, 1937, olio su tavola, cm 70x50, (Modena, collezione privata)
- Natura morta con carciofi, 1939, olio su tela, cm 45x60 (Mantova, collezione Gianni Olindo Portioli)
- Nudo femminile (la moglie), 1939 ca., olio su tavola, cm47,5x33 (Mantova, collezione Gianni Olindo Portioli)
- Ritratto della Madre (Rosa Pinfari), 1939, olio su tela, 58x43 (San Fermo, collezione privata)
- La modella, 1939, olio su tela, cm 60x40 (Gazoldo degli Ippoliti, collezione privata)
- La Torre Matilde e il porto di Viareggio, 1935, olio su tavola, cm 60x80 (Piacenza, collezione privata)
- Sorge il Sole, 1913, olio su tavola, cm 78x59 (Mantova, collezione privata)